# Genèse de Vienne

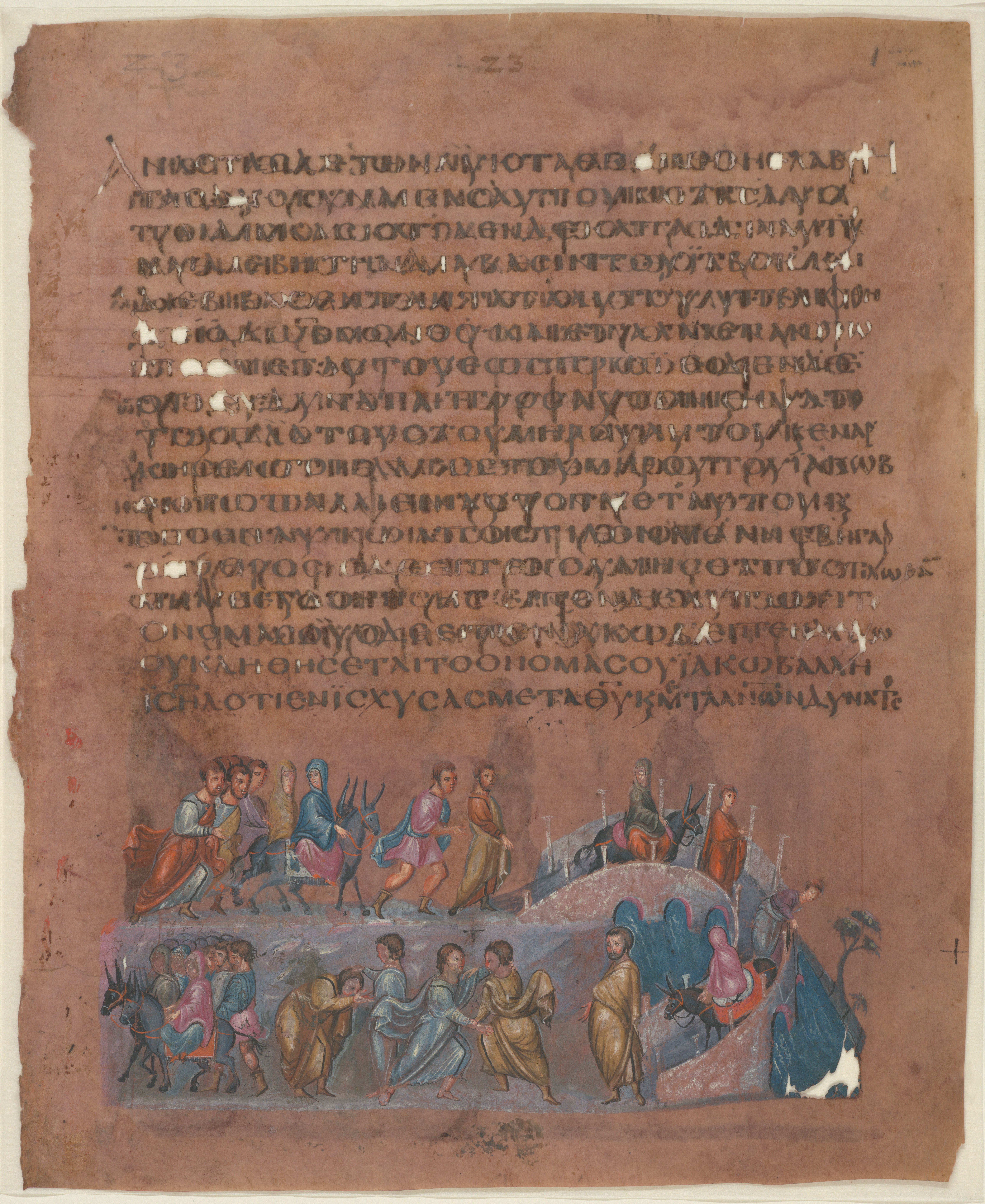
Genèse de Vienne, folio 12v illustrant l'histoire de Jacob.

La Genèse de Vienne est un manuscrit enluminé probablement produit en Syrie ou dans la région syro-palestinienne dans la première moitié du VIe siècle. C'est le plus ancien codex biblique illustré existant en bon état de conservation. Il est conservé à la Österreichische Nationalbibliothek, (cod. theol. gr.31), à Vienne.
Le texte de ce codex est un extrait du Livre de la Genèse dans la traduction grecque de la Septante. Il y a vingt-quatre folios survivants, chacun illustré de miniatures en bas des deux faces. On pense qu'à l'origine le manuscrit comprenait environ 96 folios et 192 miniatures. Il est écrit en onciales avec une encre d'argent sur un parchemin de veau teint en pourpre. Cette même teinte de pourpre était utilisée pour les étoffes impériales et son commerce faisait l'objet d'un monopole d'État.
Les illustrations sont réalisées dans un style naturaliste fréquent dans la peinture romaine de l'époque. Les illustrations du manuscrit sont, du point de vue de leur format, d'une taille intermédiaire entre celle trouvées dans les volumina et les images trouvées plus tard dans les codices. Chaque illustration est peinte en bas d'une seule page. Néanmoins, dans une seule illustration deux épisodes ou davantage d'un récit biblique peuvent être rassemblées, de sorte que le même personnage est représenté plusieurs fois dans une seule illustration. Il y a des illustrations encadrées et d'autres non. Les illustrations contiennent des événements et des personnages qui n'appartiennent pas au texte de la Genèse. Ces événements seraient dérivés de traditions populaires autour du récit ou de paraphrases juives du texte.
La Genèse de Vienne est contemporaine des Évangiles de Rossano et des Évangiles de Sinope.